# Rando
Rando (... – fl. 368) fu re di un gau alemanno nel IV secolo.

## Biografia
Nel 368 Rando attaccò la città di Mogontiacum (l'odierna Magonza), dove si celebrava una "festa di religione cristiana" (probabilmente Pasqua o Pentecoste). Poiché l'imperatore Valentiniano I si trovava in quel momento a Treviri con le sue truppe, Rando poté conquistare e saccheggiare la città senza impedimenti.
Dopo una campagna contro i Brisigavi, che erano senza un capo dopo l'omicidio del loro re Viticabio l'imperatore Valentiniano condusse una campagna di vendetta contro Rando. Questo si trincerò con le sue truppe dentro una fortezza in collina e scese in battaglia con i romani, in cui l'imperatore fu quasi ucciso da un'imboscata organizzata da Rando. Alla fine, però, Valentiniano vinse sul nemico.